# Ngũ quân Đô đốc
Ngũ quân Đô đốc (chữ Hán: 五軍都督, tiếng Anh: Commander-General of the Five Armies), hoặc Đô đốc, là tên gọi tắt của chức võ quan với thực quyền cao nhất thời Trần, Lê sơ, Mạc và thời chúa Trịnh.  Thời chúa Nguyễn, triều đình không đặt chức Ngũ quân đô đốc, chỉ dùng tước Đô đốc truy phong cho các vị tướng và riêng phong cho họ Mạc trấn thủ Hà Tiên.  Thời Nguyễn, chức này còn được biết với tên là Ngũ quân Đô thống.
Chức trưởng quan phủ Ngũ quân đô đốc tương tự chức Nguyên Soái (tiếng Anh: Marshal) tại Tây phương thời nay. Chức thự quản hoặc phó quan phủ Ngũ quân đô đốc tương tự chức Thống chế (tiếng Anh: Field Marshal) tại Tây Phương thời nay.

## Lịch sử

#### Từ thời Trần đến hết thời Mạc
Nguyên chức Đô đốc đã được lập từ thời Ngụy Tấn Nam Bắc triều Trung quốc.  Thời Minh Trung quốc, triều đình áp dụng chiến lược Ngũ quân Đô đốc phủ, đặt 5 phủ đô đốc trên toàn quốc là Trung quân, Tả quân, Hữu quân, Tiền quân, Hậu quân.  Mỗi phủ có 2 vị đô đốc (1 vị là Tả đô đốc và 1 vị là Hữu đô đốc, gọi chung là Tả, Hữu đô đốc), cùng trật Chánh nhất phẩm.  Dưới Tả, Hữu đô đốc là Đô đốc đồng tri, Đô đốc thiêm sự mỗi chức 2 người, đều trật Tòng nhất phẩm.  Đô đốc phủ giữ quyền thống binh nhưng quyền quân lệnh lại do bộ Binh nắm.
Tại Việt nam, cuối thời Trần năm Quang Thái thứ nhất 1 (1397), đặt chức An phủ sứ ở lộ; Trấn phủ sứ và phó sứ ở phủ; Thông phán, thiêm sự ở châu, Lệnh úy, Chủ bạ ở huyện. Quản lý theo nguyên tắc: Lộ thống các phủ, phủ thống châu, châu thống huyện. Lại đặt thêm các đô đốc, đô hộ, đô thống, tổng quản phủ và thái thú ty.  Về phương diện quân sự, các phủ đô đốc, đô hộ, đô thống được đặt tại các lộ.  Các phủ Tổng quản hoặc ty Thái thú được đặt tại các phủ.  Thời kỳ này kéo dài đến hết thời Hồ, có lẽ chức vụ võ quan cao nhất, nắm giữ toàn binh quyền dưới vua, được áp dụng như các triều đại xưa tại Trung quốc và Việt nam, là chức Thái úy.
Thời Lê sơ, Lê Thái Tổ chia các đơn vị hành chính cao nhất trong nước làm 5 đạo.  Về binh bị, mỗi đạo đặt một vệ quân. Đứng đầu mỗi vệ có quan Tổng quản, phụ tá có Đô Tổng quản, Đồng Tổng quản, Chánh Phó Đội trưởng, Chánh Phó Ngũ Trưởng.  Về dân sự, đứng đầu mỗi đạo là quan Hành khiển giữ sổ sách về việc quân-dân.  Thời kỳ này kéo dài đến trước thời Lê Thánh Tông năm 1466, có lẽ chức vụ võ quan cao nhất, nắm giữ toàn binh quyền dưới vua, được áp dụng như các triều đại xưa tại Trung quốc và Việt nam, là chức Thái úy.
Thời Lê Thánh Tông, tổ chức hành chính và quân đội được cải tổ mạnh mẽ.  Các đơn vị hành chính toàn quốc được chia làm đạo, sau đổi làm thừa tuyên rồi xứ.  Tổ chức quân ngũ được chia thành 3 cấp khác nhau:
- Tổ chức quân ngũ tại ngũ phủ (toàn quốc / các đạo ngoài kinh sư)
- Tổ chức quân ngũ tại kinh sư (kinh thành, Trung đô)
- Tổ chức quân ngũ tại đạo / thừa tuyên / xứ

Toàn quốc đổi từ 5 vệ quân làm 5 phủ đô đốc, gọi là Ngũ quân Đô đốc phủ (五軍都督府) với các tên gọi là Trung quân phủ, Đông quân phủ, Tây quân phủ, Nam quân phủ và Bắc quân phủ.  Tất cả quân đội toàn quốc, trên danh nghĩa, đều được đặt dưới quyền điều hành của 5 phủ đô đốc. Dưới 5 phủ đô đốc là các Đô ty đặt tại các đạo.  Trên danh nghĩa, mỗi đạo đặt một Đô ty để điều hành việc quân sự tại đạo và các Đô ty trực thuộc một trong 5 phủ trên do triều đình chỉ định.  Nhưng thực tế, đạo có thể thuộc phủ hoặc không thuộc phủ về việc điều hành quân sự.  Các đạo thuộc phủ không lập Đô ty, ngoại trừ đạo Thanh Hoa và đạo Nghệ An thuộc Trung quân phủ có Đô ty riêng.  Các đạo không thuộc phủ như đạo Hưng Hóa, đạo Lạng Sơn, trên danh nghĩa do các quan Ngũ quân Đô đốc thống lĩnh quân binh, nhưng thực tế, các trưởng quan của các Đô ty tại những đạo này mới là các quan trực tiếp chỉ huy quân binh.

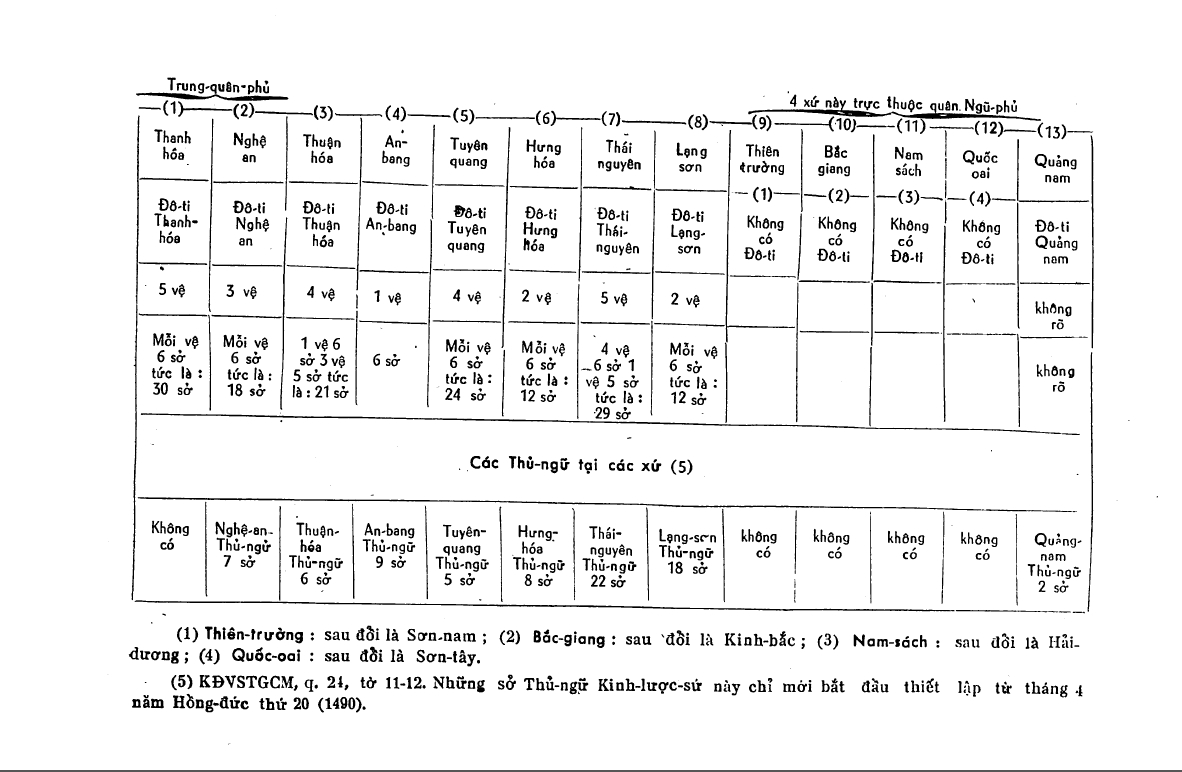
Tổ chức Ngũ quân Đô đốc phủ thời Lê Thánh Tông năm 1471

Năm 1471, năm phủ và các đạo chịu sự điều hành của phủ được tổ chức như sau:
- Trung quân phủ: điều hành đạo Thanh Hoa (tức Thanh Hóa), Nghệ An
- Đông quân phủ: điều hành đạo Nam Sách (sau đổi là Hải Dương)
- Nam quân phủ: điều hành đạo Thiên Trường (sau đổi là Sơn Nam)
- Tây quân phủ: điều hành đạo Quốc Oai (sau đổi là Sơn Tây)
- Bắc quân phủ: điều hành đạo Bắc Giang (sau đổi là Kinh Bắc)

Các đạo còn lại như đạo Thuận Hóa, An Bang, Tuyên Quang, Hưng Hóa, Thái Nguyên, Lạng Sơn không trực thuộc phủ.
Tại phủ, mỗi phủ do 2 vị võ quan đồng chỉ huy là Tả Hữu Đô đốc trật Tòng nhất phẩm.  Dưới là 2 quan phụ tá Đô đốc đồng tri và Đô đốc thiêm sự giúp việc.  Đô đốc đồng tri là quan võ phụ tá việc binh bị trật Chánh nhị phẩm.  Đô đốc thiêm sự là quan võ phụ tá việc văn thư, hành chính trật Tòng nhị phẩm.

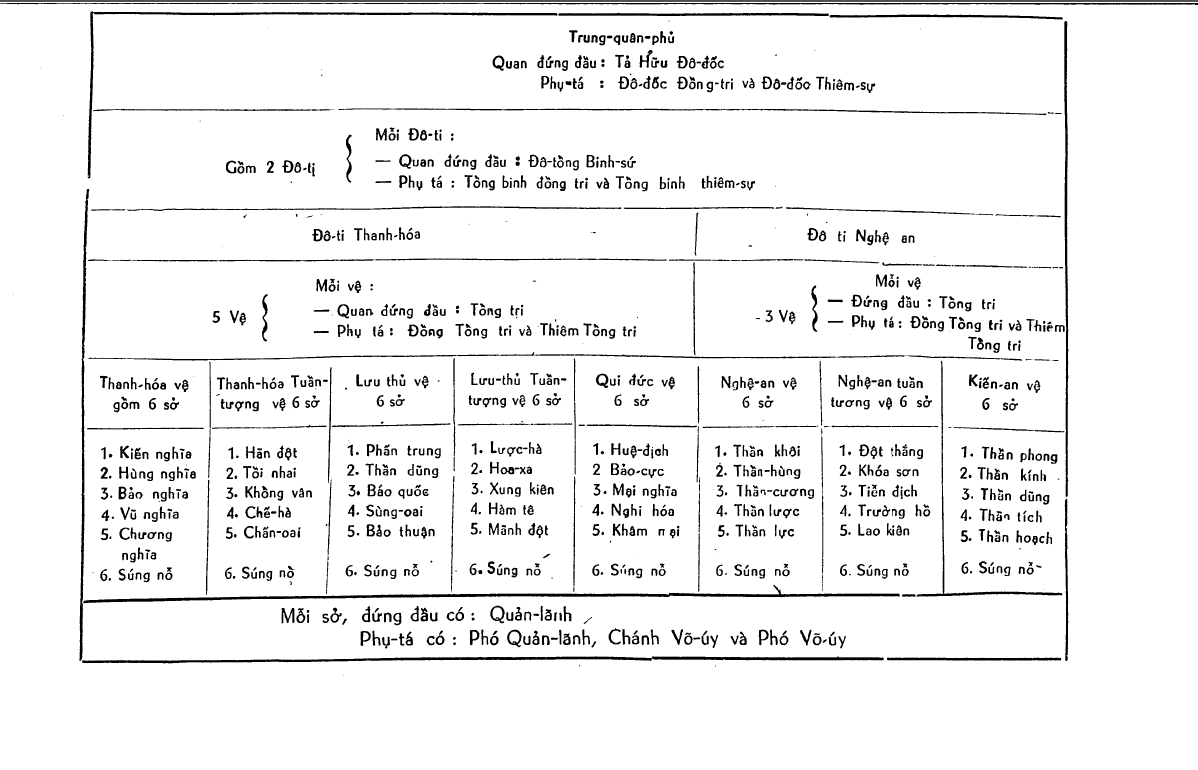
Trung quân phủ thời Lê Thánh Tông năm 1471

Tại các đạo lập Đô ty, dù thuộc hoặc không thuộc phủ, quan đứng đầu Đô ty là Đô Tổng binh sứ trật Chánh tam phẩm.  Dưới là 2 quan phụ tá Tổng binh đồng tri và Tổng binh thiêm sự giúp việc.  Tổng binh đồng tri là quan võ phụ tá việc binh bị trật Tòng tam phẩm.  Tổng binh thiêm sự là quan võ phụ tá việc văn thư, hành chính trật Chánh tứ phẩm.  Tại các đạo không trực thuộc phủ như đạo Thuận Hóa, An Bang, Tuyên Quang, trên danh nghĩa, các quan Ngũ quân đô đốc thống lĩnh quân binh, nhưng thực tế, các quan Đô Tổng binh sứ tại các Đô ty mới là các quan trực tiếp chỉ huy quân binh.
Tại các đạo không lập Đô ty do phủ trực tiếp chỉ huy việc quân sự, như đạo Tuyên Quang, đạo Bắc Giang, đứng đầu vệ, là cấp bậc dưới phủ, là quan Tổng tri (tức Tổng binh Đồng tri) trật Tòng tam phẩm.  Dưới là 2 quan phụ tá Đồng Tổng tri và Thiêm Tổng tri.  Đồng Tổng tri là quan võ phụ tá việc binh bị trật Tòng tứ phẩm.  Thiêm Tổng tri là quan võ phụ tá việc văn thư, hành chính trật Chánh ngũ phẩm.
Ngoài ra, binh lính tại hai đạo Tuyên Quang và Thái Nguyên còn nhận trách nhiệm khác là quân Phụng Trực, tức quân túc trực tại kinh đô.

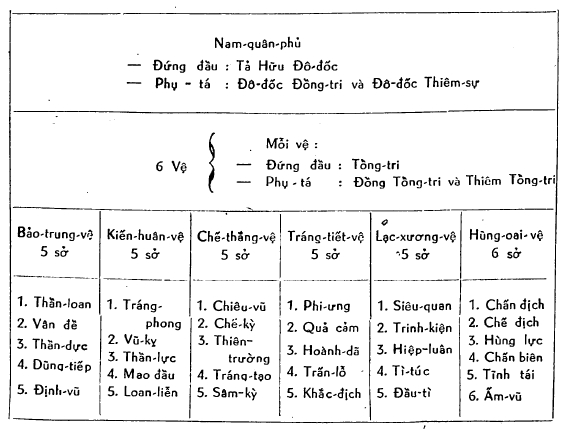
Nam quân phủ thời Lê Thánh Tông

Thời này, trên danh nghĩa, Thái úy vẫn là vị tổng chỉ huy quân đội, nhưng các phủ đô đốc là các vị võ quan cao nhất lo việc cụ thể về chiến thuật, kỹ thuật, quản lý việc binh và động viên quân đội.  Các đô đốc có quyền thống binh, nhưng không có quyền quân lệnh.  Bộ Binh có quyền quân lệnh, nhưng không có quyền thống binh để chế ước nhau.  Bộ Binh đảm nhận nhiệm vụ trên phương diện hành chính như tuyển bổ, khảo xét, chăm lo trang bị, hậu cần.  Khi có chiến tranh, các phủ đô đốc nắm quyền chỉ huy chiến thuật, bộ Binh giữ trách nhiệm xếp đặt quân ngũ và tham mưu những chiến thuật căn bản.
Thời Mạc vẫn áp dụng quan chế ngũ phủ đô đốc thời Lê Thánh Tông.

#### Thời Lê trung hưng - xứ Đàng Ngoài
Tại Đàng Ngoài, thời đầu chúa Trịnh vẫn áp dụng quan chế ngũ phủ đô đốc thời Lê Thánh Tông.  Thời kỳ này, việc quyền lực rơi vào tay nhà chúa đồng nghĩa với chức tổng chỉ huy quân đội (như Thái úy) nằm trong tay các chúa.  Dần dần, chức Thái úy không còn là chức với thực quyền chỉ huy quân đội mà là là một tước để phong cho các công thần có công với triều đình.  Ví dụ như lần phong tặng chức tước Trung quân Đô đốc phủ tả đô đốc chưởng phủ sự thái uý Đoan quốc công cho Nguyễn Hoàng năm 1593 khi ông đem qua ra Bắc giúp chúa Trịnh Tùng đánh dẹp dư đảng họ Mạc.  Một chức mới, Đại nguyên soái, được các vua Lê phong cho các chúa Trịnh, với thực quyền nắm toàn bộ quyền tổng chỉ huy quân đội xứ Đàng Ngoài.
Năm 1664, chúa Trịnh Tạc đặt thêm chức Chưởng phủ sự, Thự phủ sự trong các phủ đô đốc.  Theo Chính quyền nhà nước trung ương thời Lê-Trịnh:
"Năm 1664, cùng với việc đặt đủ số Thượng thư của sáu bộ bên triều đình, chúa Trịnh Tạc đặt thêm chức Chưởng phủ sự, Thự phủ sự và Quyển phủ sự, có nhiệm vụ bàn định các công việc trong phủ đô đốc và tra xét các tờ khải tâu lên.  Những người được tham dự chức vụ này đều là những đại thần thân thuộc hoặc có công, như Thái phó Khê quận công Trịnh Trượng giữ chức Trung quân đô đốc phủ Tả đô đốc Chưởng phủ sự; Lỵ quận công Trịnh Đống giữ chức Đông quân Đô đốc phủ tả đô đốc Chưởng phủ sự; Thiếu úy Vân quận công Trịnh Kiền giữ chức Nam quân Đô đốc phủ Tả đô đốc Thự phủ sự; Thiếu phó Điện quận công Trịnh Ốc giữ chức Bắc quân Đô đốc phủ Tả đô đốc Thự phủ sự.  Chưởng phủ sự, Quyền phủ sự cùng với quan Tham tụng bên văn bàn bạc chính sự việc triều đình, chức nhiệm long trọng. Từ đời Bảo Thái (1720-1729) về sau, phần nhiều do quan văn đổi sang làm chức ấy như Quốc lão Đặng Đình Tướng làm Chưởng phủ sự, Tham tụng Nguyễn Công Cơ làm Thự phủ sự. Các chức Chưởng phủ sự, Thự phủ sự và Quyền phủ sự bên ngạch võ gọi là quan Ngũ phủ.  Các chức Tham Tụng, Bồi Tụng bên ngạch văn gọi là quan Phủ Liêu.  Quan Ngũ phủ và Phủ Liêu họp thành một cơ quan của nhà nước quân chủ trung ương gọi là Ngũ phủ Phủ liêu – một chính phủ tối cao đặt dưới quyền điều khiển của chúa Trịnh."
Với phiên chế này, hai vị võ quan Tả, Hữu Đô đốc trong các phủ đô đốc, ngoài việc chỉ huy binh bị, còn tham gia cùng với các quan ban văn bàn bạc việc triều đình.  Phiên chế này đã tạo nên quan chế Ngũ phủ Phủ liêu, một chính phủ tối cao đặt dưới quyền điều khiển của chúa Trịnh.
Phiên chế  này (Tả Hữu Đô đốc cùng 2 chức Chưởng phủ sự, Thự phủ sự)  kéo dài đến cho đến hết thời chúa Trịnh, khi nhà Tây sơn lật đổ chúa Trịnh và chúa Nguyễn.

#### Thời Lê trung hưng - xứ Đàng Trong
Tại Đàng Trong, thời đầu chúa Nguyễn, Nguyễn Hoàng được bổ làm trấn thủ Thuận Hóa, vẫn thuần phục các chúa Trịnh nên không có những thay đổi lớn về hành chính và quân sự.
Đến thời chúa Sãi kế nhiệm Nguyễn Hoàng, cuộc cải tổ hành chính lẫn quân sự được tiến hành.  Lãnh thổ xứ Đàng Trong được chia thành nhiều dinh, mỗi dinh cai quản một phủ, dưới phủ có huyện, tổng, xã.  Quân binh được chia làm ba loại: quân túc vệ ở kinh thành Phú Xuân, quân chính quy đóng tại các dinh trên toàn quốc và thổ binh tại các địa phương. Quân chính quy được phiên chế theo thứ tự: dinh, cơ, đội và thuyền. Dinh là cấp quân đoàn cao nhất và đứng đầu dinh là Chưởng dinh, đứng đầu các cơ là Chưởng cơ và Cai cơ; đứng đầu các đội có Cai đội và Đội trưởng, đứng đầu các thuyền có các Cai thuyền.  Chưởng dinh là cấp bậc võ quan cao nhất và chịu sự điều hành trực tiếp từ nhà chúa.
Bắt đầu từ đây, Chưởng dinh là chức võ quan cao cấp nhất tại xứ Đàng Trong.  Chức Đô đốc chỉ còn được dùng để truy phong các vị công thần ban võ có công lớn với triều đình trong việc chống Trịnh và Nam tiến.  Ví dụ năm 1656, chúa Hiền truy phong Nguyễn Cửu Kiều chức tước Đặc tiến Phụ quốc thượng tướng quân, Tả quân Đô đốc phủ Tả đô đốc, Nghĩa quận công.
Phiên chế này (Chưởng dinh là vị võ quan cao nhất và các chức tước Đô đốc dùng để truy phong)  kéo dài đến cho đến hết thời chúa Nguyễn, khi nhà Tây sơn lật đổ chúa Trịnh và chúa Nguyễn.

#### Thời Tây Sơn
Quan chế thời Tây Sơn cả văn quan và võ quan không có bộ chính sử nào ghi trọn vẹn, chỉ thấy rải rác trong các sách dã sử và tạp ký.  Xem thêm tại bài viết Hành chính Việt Nam thời Tây Sơn.

#### Thời Nguyễn
Thời chiến tranh Tây Sơn và chúa Nguyễn, chúa Nguyễn Ánh được tôn là Đại nguyên soái, nắm quyền tổng chỉ huy quân đội.  Chúa Nguyễn Ánh đã lập ra Ngũ quân Đô thống phủ với 5 đạo quân, tương tự với quan chế Ngũ quân Đô đốc thời Lê Thánh Tông.  Các chưởng quản của phủ Ngũ quân Đô thống là các võ quan cao nhất triều và chịu sự điều hành trực tiếp từ nhà chúa và vua sau này.  Cũng như thời chúa Nguyễn, chức Đô đốc thời Nguyễn chỉ còn được dùng để truy phong các vị công thần ban võ thời chúa Nguyễn có công lớn trong việc chống Trịnh và Nam tiến.  Ví dụ năm Gia Long 4 Ất Mùi 1805, triều Nguyễn truy phong Nguyễn Hữu Cảnh chức tước Tuyên lực công thần, đặc tấn Phụ quốc Thượng tướng quân, Cẩm Y vệ Đô chỉ huy sứ ty Đô chỉ huy sứ, Đô đốc phủ Chưởng phủ sự, phó tướng chưởng cơ Lễ Tài hầu, thụy Tuyên Vũ.

## Cách đọc hoặc viết chức quan này trong tiếng Việt
Thời Lê Thánh Tông đến  trước hoặc giữa thời Mạc, thời này trong một phủ đô đốc có hai vị Tả, Hữu đô đốc cùng điều hành phủ, không có chức chưởng hoặc thự phủ sự.   Vì vậy, tên chức cần có tên quân doanh (Đông, Tây, Nam, Bắc, Trung) và chức Tả, Hữu để phân biệt.
- Cách viết là: tên đơn vị quân doanh (đông, tây, v.v) + quân + đô đốc phủ + chức (tả, hữu) + đô đốc
  - ví dụ: Đông quân đô đốc phủ Tả đô đốc
  - chữ Hán: 東軍都督府左都督
  - Năm Bính Thân 1536, "...Họ Mạc sai Đông quân đô đốc phủ tả đô đốc Khiêm quận công Mạc Đình Khoa trùng tu Quốc tử giám....  " - Đại Việt sử ký tục biên, quyển XVI[9]
- Hoặc viết ngắn gọn như Trung quân Tả đô đốc như "... Vương sai Trung quân Tả đô đốc xxx..."
- Hoặc viết ngắn gọn như  khi lệnh vua / chúa dặn dò "các tướng Tiền quân Tả, Hữu đô đốc "

Thời Mạc trở về sau, thêm chức chưởng hoặc thự phủ sự. 
- Cách viết là: tên đơn vị quân doanh (đông, tây, v.v) + quân + đô đốc phủ + chức (tả, hữu) + đô đốc + chưởng phủ sự
  - ví dụ: Đông quân đô đốc phủ Tả đô đốc chưởng phủ sự
  - chữ Hán: 東軍都督府左都督掌府事

Hãy cẩn thận:
- Nếu viết thiếu tên đơn vị quân doanh (đông, tây, v.v), người đọc sẽ khó mà hình dung vị Tả, Hữu đô đốc ấy thuộc quân doanh (đông, tây, v.v) nào và quan trọng ra sao
  - Năm 1663, "...Mùa xuân, tháng giêng, bấy giờ, vua còn nhỏ tuổi, Vương sai Tả đô đốc Trạc quận công Trịnh Kiêm, Hữu đô đốc Phổ quận công Hoàng Sĩ Khoa, Đô đốc đồng tri Cường quận công Nguyễn Thụ,  Đô đốc thiêm sự Giao quận công Trịnh Doanh vào coi quân bốn vệ để thị vệ... "[9].  Cách viết này không cho biết các vị Tả, Hữu đô đốc thuộc phủ nào.

## Lưu ý
- Thời chúa Nguyễn, chức Đô đốc được riêng phong cho Mạc Thiên Tứ, trấn thủ Hà Tiên.  Không giống như chức đô đốc trong Ngũ quân đô đốc thuần túy chỉ huy quân đội.  Chức Hà Tiên Đô đốc này là chức thống lĩnh mọi việc dân sự và quân sự tại trấn Hà Tiên.
- Thời Hậu Lê, chức Đô Tổng binh sứ được dùng cho các đạo ngoài kinh đô, là chức chỉ huy các Đô ty tại các đạo / thừa tuyên / xứ theo phiên chế Ngũ quân Đô đốc phủ.  Tại Kinh đô,  Đô chỉ huy sứ là chức được phong cho các vị võ quan đứng đầu các ty quân sự tại kinh đô như Cẩm Y vệ hoặc Điền tiền vệ, không dùng chức Đô Tổng binh sứ.